# Okręg Soissons
Okręg Soissons (fr. Arrondissement de Soissons) – okręg w północno-wschodniej Francji. Populacja wynosi 102 tysiące.

## Podział administracyjny
W skład okręgu wchodzą następujące kantony:
- Braine,
- Oulchy-le-Château,
- Soissons-Nord,
- Soissons-Sud,
- Vailly-sur-Aisne,
- Vic-sur-Aisne,
- Villers-Cotterêts.